# 中国国民党第三次全国代表大会
中国国民党第三次全国代表大会，1929年3月15日至28日在南京召开，代表406人，正式代表247人，代表全国63万党员，大会主席团9人，蒋中正、胡汉民、谭延闿、孙科、朱家骅、古应芬、陈果夫、陈耀垣、于右任（未出席）九人。会上蒋中正作党务报告，谭延闿作政治报告，何应钦作军事报告，陈果夫作监察工作报告。

## 反对阶级斗争理论
会议反对中共的阶级斗争理论，强调国民党不分阶级，代表全民。会议通过《党政决议案》，称：“过去数年间本党一切理论法令规章，为共产反动思想所撬杂，以致党内在思想上失却统一之意志，在法令上缺乏一贯之系统，在实际行动上减少团结的力量，在国家建设上尚无共信共守的根本大法之原则与标准。此实党政上最大的缺点。”会议说北伐革命对象为军阀、共产党与帝国主义，指责苏联为“赤色帝国主义”。

## 结束军政施行训政
会议正式宣布军政时期结束，训政时期开始，“确定总理主要遗教——《三民主义》、《五权宪法》、《建国方略》、《建国大纲》及《地方自治开始实行法》为训政时期中华民国最高根本大法”。

## 人事变动
- 开除国民党二大中执委员、中监委员与候补中执委员、候补中监委员中的中国共产党人国民党籍。
- 开除或停止邓演达、彭泽民、徐谦、陈其瑗、路友于等人的国民党籍。
- 恢复西山派林森、张继、谢持、邹鲁、居正、石瑛、覃振、石青阳、茅祖权、沈定一的国民党籍。
- 开除陈公博、甘乃光的国民党籍，开除顾孟余三年党籍，给汪兆铭以书面警告。
- 开除李宗仁、白崇禧、李济深的国民党籍，会议期间决定讨伐桂系。

- 选出中央执行委员36人：蒋介石、谭延闿、戴季陶、何应钦、胡汉民、孙科、阎锡山、陈果夫、陈铭枢、叶楚伧、朱培德、冯玉祥、吴铁城、于右任、宋庆龄、宋子文、汪精卫、伍朝枢、何成浚、李文范、王柏龄、邵元冲、朱家骅、张群、刘峙、杨树庄、方振武、赵戴文、周启刚、陈立夫、刘纪文、陈肇英、刘庐隐、丁惟汾、曾养甫、方觉慧等。
- 选出候补中央执行委员24人：王伯群、丁超五、王正廷、陈耀垣、张贞、赵丕廉、孔祥熙、刘文岛、鲁涤平、张道藩、缪斌、经享颐、余井塘、薛笃弼、桂崇基、焦易堂、马超俊、黄实、陈策、鹿钟麟、陈济棠、程天放、苗培成、克兴额等。
- 选出中央监察委员12人：吴稚晖、张静江、古应芬、林森、蔡元培、王宠惠、李煜瀛、邵力子、邓泽如、萧佛成、张继、恩克巴图等。
- 选出候补中央监察委员8人：褚民宜、陈布雷、商震、陈嘉佑、李烈钧、林云陔、刘守中、邓青阳等。

## 三届一中全会
1929年3月28日至4月8日，在南京召开三届一中全会，推选蒋介石、胡汉民、谭延闿、孙科、戴季陶、于右任、丁惟汾、陈果夫、叶楚伧等九人组成中央执行委员会常务委员会，推蒋介石为组织部长，叶楚伧为宣传部长，戴季陶为训练部长，陈立夫为秘书长，组成中央党部。会议中通过《中央执行委员会组织法》，其中规定增设中央统计处。

## 评价
- 汪派的陈公博、顾孟余等被开除党籍，汪亦受到警告，汪派与南京完全破裂。蒋的亲信陈果夫、陈立夫兄弟，一任中央执行委员会常务委员，一任中央党部秘书长，握党的实权，人称CC系[1]。
- 对于该会人事安排和通过的军队编遣方案，阎锡山、冯玉祥也极为不满，最终导致中原大战。